# Лига претендентов по League of Legends 2017 (летний сплит)
Летний сплит Лиги Претендентов 2017 — вторая половина сезона 2017 второго по силе и значимости чемпионата постсоветского пространства по компьютерной игре League of Legends.
Призовой фонд этапа плей-офф составил 1 млн рублей. По итогам турнира продвижения определялись 2 участника регулярного сезона весеннего сплита Континентальной лиги 2018.

## Регламент

### Общие сведения
Согласно регламенту Лиги претендентов (сокращённо «ЛП»), основу которого составили унифицированные правила для соревнований по League of Legends, летний сплит соревнования (вторая половина сезона 2017) был разделён на три фазы — регулярный сезон, плей-офф и турнир продвижения.

### Изменения
В летнем сплите был отменён групповой этап с разделением команд на две группы, также изменился формат встреч — стали проводиться два круга одиночных игр вместо одного круга серий до двух побед внутри каждой группы. Игры в рамках турнира продвижения были перенесены в онлайн.

## Регулярный сезон

### Команды
В регулярном сезоне летнего сплита Лиги претендентов принимали участие восемь команд:
- «Elements Pro Gaming», «Team Empire», «Gambit Academy» и «Zoff Gaming» сохранили места в лиге как команды, занявшие первые и вторые места в групповом этапе весеннего сплита
- «Dragon Army», «Tricksters», «Glafi» и «Team Just.ICE» получили место в регулярном сезоне по результатам открытых квалификаций[4][5].

| Команда                                                     | Состав                                                                            |
| ----------------------------------------------------------- | --------------------------------------------------------------------------------- |
| Dragon Army                                                 | Александр «BloodFenix» Халльберг (покинул команду 18 августа)                     |
| Dragon Army                                                 | Питер «Atom» Томсен (присоединился к команде 18 августа)                          |
| Dragon Army                                                 | Никита «Punisher2018» Лавринов                                                    |
| Dragon Army                                                 | Антон «Fomko» Фомкин                                                              |
| Dragon Army                                                 | Илья «Godget» Макавчук                                                            |
| Dragon Army                                                 | Даниэль «Wendelbo» Вендельбо                                                      |
| Dragon Army                                                 | Сергей «Moon» Зазерский (запасной)                                                |
| Elements Pro Gaming                                         | Роман «Unreformed» Генералов (ранее был известен как Gimliques)                   |
| Elements Pro Gaming                                         | Арнау «Jonharnau» Мартинез Диаз (присоединился к команде 24 июля, ушёл — 30 июля) |
| Elements Pro Gaming                                         | Кирилл «AHaHaCiK» Скворцов                                                        |
| Elements Pro Gaming                                         | Михаль «zoiren» Зика (перешёл в Empire 1 августа)                                 |
| Elements Pro Gaming                                         | Максим «IIeHTaJlruH» Тарасов (присоединился к команде 13 июля)                    |
| Elements Pro Gaming                                         | Валентин «Zima zvR» Зимаков (ранее был известен как Raskin и NikSar)              |
| Elements Pro Gaming                                         | Оскар «Raxxo» Базыдло                                                             |
| Elements Pro Gaming                                         | Даниил «LakeofSorrow» Евлентьев (запасной)                                        |
| Gambit Academy                                              | Илья «Vata» Бушуев (покинул команду 13 июля)                                      |
| Gambit Academy                                              | Константин «KoRa» Рабичев (присоединился к команде 13 июля)                       |
| Gambit Academy                                              | Артем «eTroublle» Зеньян (перешёл в «Empire» 13 июля)                             |
| Gambit Academy                                              | Егор «Trueway» Лаштабо (присоединился к команде 13 июля)                          |
| Gambit Academy                                              | Артур «Fran» Трубников (покинул команду 13 июля)                                  |
| Gambit Academy                                              | Максим «Ferrari430» Богомаз (присоединился к команде 13 июля)                     |
| Gambit Academy                                              | Брендан «Brenashh» Митчел (покинул команду 13 июля)                               |
| Gambit Academy                                              | Владислав «Kiksu» Зубков (присоединился к команде 13 июля)                        |
| Gambit Academy                                              | Томас «Atrocez» Дик (покинул команду 13 июля)                                     |
| Gambit Academy                                              | Дмитрий «Viy» Гребенюк (присоединился к команде 13 июля)                          |
| Gambit Academy                                              | Игорь «MissYou» Григорьев (запасной)                                              |
| Gambit Academy                                              | Никита «nekitivus» Климанов (запасной)                                            |
| Glafi                                                       | Кирилл «Aoi Haru» Колупаев                                                        |
| Glafi                                                       | Руслан «Gumbeq» Поздняков                                                         |
| Glafi                                                       | Иван «I am John» Березин                                                          |
| Glafi                                                       | Станислав «Lodik» Корнелюк                                                        |
| Glafi                                                       | Максим «TiCleY» Рыхлов (покинул команду 13 июля)                                  |
| Glafi                                                       | Илья «Dizzy» Михайленко (присоединился к команде 13 июля)                         |
| Glafi                                                       | Назар «Zumk» Дашко (запасной)                                                     |
| Team Empire                                                 | Димитриос «Freezy» Коузиокас (покинул команду 1 августа)                          |
| Team Empire                                                 | Питер «Atom» Томсен (присоединился к команде 1 августа, покинул — 18 августа)     |
| Team Empire                                                 | Илья «DarkStar» Пигулев (покинул команду 13 июля)                                 |
| Team Empire                                                 | Артем «eTroublle» Зеньян (перешёл из «GMB.Academy» 13 июля)                       |
| Team Empire                                                 | Парис «SpArkS» Оутсис-Димитриадис (покинул команду 1 августа)                     |
| Team Empire                                                 | Михаль «zoiren» Зика (перешёл из EPG 1 августа)                                   |
| Team Empire                                                 | Кирилл «Disaflex» Ситников                                                        |
| Team Empire                                                 | Даниил «darrow» Амелин                                                            |
| Team Empire                                                 | Дмитрий «Bronyaw» Симиненко (запасной)                                            |
| Team Just.ICE                                               | Никита «Coldstar» Морозов                                                         |
| Team Just.ICE                                               | Дмитрий «Anechek» Аненко                                                          |
| Team Just.ICE                                               | Арнас «Arnax» Степанаускас                                                        |
| Team Just.ICE                                               | Артём «Shiganari» Осинцев                                                         |
| Team Just.ICE                                               | Александр «Lekcycc» Лексиков                                                      |
| Tricksters                                                  | Олег «Charger» Журавлев                                                           |
| Tricksters                                                  | Бартош «Ippon» Джиковски                                                          |
| Tricksters                                                  | Алеша «Milica» Кованджич                                                          |
| Tricksters                                                  | Алексей «LeX» Кицак                                                               |
| Tricksters                                                  | Дмитрий «Dimonko» Коровушкин                                                      |
| Zoff Gaming                                                 | Марк «Dreampul» Лексин                                                            |
| Zoff Gaming                                                 | Никита «FatoNN» Боборенко                                                         |
| Zoff Gaming                                                 | Михаил «Irugat» Пашук                                                             |
| Zoff Gaming                                                 | Максим «Stierlitz» Исаев                                                          |
| Zoff Gaming                                                 | Деннис «Koala» Берг                                                               |
| Zoff Gaming                                                 | Олег «BlackArrow» Коханюк (запасной)                                              |
| Пгнали + 4! дисквалифицированы на летний сплит              |                                                                                   |
| Hala Ares Esports Club дисквалифицированы на 10 месяцев     |                                                                                   |
| Денис «DeniDeleni» Дорошенков                               |                                                                                   |
| Сергей «Coldfeeling» Чуванькин                              |                                                                                   |
| Игорь «Admiral Jane» Барановский                            |                                                                                   |
| Алексей «Phlaty» Лемещук                                    |                                                                                   |
| Константин «Fleed» Сидоров (ранее был известен как fleed1k) |                                                                                   |
| Дмитрий «Blorn» Любчич                                      |                                                                                   |

### Турнирная таблица
Источник:.
| Поз | Команда             | В  | П  | О  | Квалификация и выбывание                                |
| --- | ------------------- | -- | -- | -- | ------------------------------------------------------- |
| 1   | Team Just.ICE       | 13 | 1  | 39 | Выход в плей-офф, сохранение места в лиге               |
| 2   | Dragon Army         | 11 | 3  | 33 | Выход в плей-офф, сохранение места в лиге               |
| 3   | Tricksters          | 10 | 4  | 30 | Выход в плей-офф, сохранение места в лиге               |
| 4   | Glafi               | 7  | 7  | 21 | Тай-брейк за выход в плей-офф и сохранение места в лиге |
| 4   | Elements Pro Gaming | 7  | 7  | 21 | Тай-брейк за выход в плей-офф и сохранение места в лиге |
| 6   | Team Empire         | 5  | 9  | 15 | Выбывание из соревнования                               |
| 7   | Zoff Gaming         | 2  | 12 | 6  | Выбывание из соревнования                               |
| 8   | Gambit Academy      | 1  | 13 | 3  | Выбывание из соревнования                               |

## Тай-брейк
К 20-й минуте тай-брейка «Elements Pro Gaming» получили преимущество над «Glafi» в размере шести тысяч золота — на счету EPG была первая уничтоженная башня в игре и награда за первое совершённое убийство. Под бафом Барона Нашора «Elements Pro Gaming» лишили соперника строений на двух линиях, а затем выиграли сражение и снесли третью. На 31-й минуте был разрушен нексус команды «Glafi» (англ. nexus, главное здание).
| Дата       | MSK   | Синяя сторона       | Итог | Красная сторона | Время |
| ---------- | ----- | ------------------- | ---- | --------------- | ----- |
| 12.08.2017 | 16:00 | Elements Pro Gaming | 1:0  | Glafi           | 30:41 |

## Плей-офф

### Team Just.ICE — Elements Pro Gaming
«Elements Pro Gaming» просели на 5 тысяч золота к 20-й минуте первой игры полуфинальной серии по трёх побед. «Team Just.ICE» завершили стартовую игру серии в свою пользу, уничтожив после нескольких выигранных командных сражений вражеские строения на всех линиях под усилением Барона Нашора.
Во второй игре произошло меньше драк, чем в первой. После получения бафа Нашора «Team Just.ICE» удачно провели осаду базы «Elements Pro Gaming», разрушив главное здание соперников, находясь в численном большинстве.
Команда «Elements Pro Gaming» одержала победу в трёх оставшихся играх, воспользовавшись уязвимостью соперника в их протект сетапе (англ. protect setup, выбор преимущественно тех персонажей, что выполняют роль защиты). Итог — 2:3 в пользу EPG.
| Дата       | MSK   | Синяя сторона | Итог | Красная сторона     |
| ---------- | ----- | ------------- | ---- | ------------------- |
| 17.08.2017 | 18:00 | Team Just.ICE | 2:3  | Elements Pro Gaming |

### Dragon Army — Tricksters
Перед полуфиналом в «Dragon Army» сменился игрок верхней линии — вместо Александра «BloodFenix» Халльберга за команду сыграл Питер «Atom» Томсен, числившийся в составе команды «Team Empire» две последние недели регулярного сезона лиги.
В начале первой карты противостояния «Tricksters» просели на 3 тысячи золота, но заработали награду за первое совершённое убийство в игре. На 28-й минуте «Dragon Army» выиграли командное сражение четыре к одному, а после оформленного их игроком Ильёй «Godget» Макавчуком пентакила (англ. pentakill, пятикратное убийство) разрушили нексус соперников.
В следующих трёх играх победу одержали «Tricksters», одной из причиной чего стал их отказ от протект сетапа, а также плохая реализация стратегии 4+1 командой «Dragon Army». Итог — 1:3 в пользу TRX.
| Дата       | MSK   | Синяя сторона | Итог | Красная сторона |
| ---------- | ----- | ------------- | ---- | --------------- |
| 18.08.2017 | 18:00 | Dragon Army   | 1:3  | Tricksters      |

### Итоговое положение
| Место | Команда             | Призовые  |
| ----- | ------------------- | --------- |
| 1-2   | Elements Pro Gaming | ₽ 400,000 |
| 1-2   | Tricksters          | ₽ 400,000 |
| 3-4   | Team Just.ICE       | ₽ 100,000 |
| 3-4   | Dragon Army         | ₽ 100,000 |
| 5     | Glafi               | ₽ 0       |
| 6     | Team Empire         | ₽ 0       |
| 7     | Zoff Gaming         | ₽ 0       |
| 8     | Gambit Academy      | ₽ 0       |

## Турнир продвижения
Приняв критику формата проходившего в оффлан турнира продвижения в Летний сплит LCL, по результатам которого обе команды из Континентальной лиги не вылетели в Лигу Претендентов, Riot Games решили перевести матчи Турнира продвижения в весенний сплит 2018 в онлайн.

### RoX — Elements Pro Gaming
Из-за проблем с интернетом у игрока «RoX» нидерландца Кельвина «Ripi» Лоу команда «Elements Pro Gaming» получила техническую победу в первой игре серии, с угрозой получения такового на всю серию с последующей потерей слота в LCL в случае не разрешения проблемы в течение 40 минут. Некоторые игроки других команд в связи с этой ситуацией назвали формат турнира продвижения большой шуткой, а другие отметили, что инструментом победы в таком турнире может стать DoS-атака. Серия всё таки продолжилась, во второй игре Ripi был заменён Владиславом «Antariys» Смородиным — в оставшихся играх за «RoX» вновь сыграл нидерландский легионер. Во всех трёх состоявшихся играх одержали победу «RoX», так как «Elements Pro Gaming» сильно проседали по золоту и объектам.
| Дата       | MSK   | Синяя сторона | Итог | Красная сторона     |
| ---------- | ----- | ------------- | ---- | ------------------- |
| 26.08.2017 | 16:00 | RoX           | 3:1  | Elements Pro Gaming |

### Natus Vincere — Tricksters
«Natus Vincere» сохранили слот в Континентальной лиге, выиграв серию у «Tricksters» со счётом 3:2 за счёт сумбурных командных сражений и неаккуратности соперника.
| Дата       | MSK   | Синяя сторона | Итог | Красная сторона |
| ---------- | ----- | ------------- | ---- | --------------- |
| 27.08.2017 | 16:00 | Natus Vincere | 3:2  | Tricksters      |

## Комментаторы
- Андрей «BULBAZABP» Солохов
- Михаил «Space» Малышев
- Дмитрий «Zak Bandicoot» Кулькин
- Александр «Destroyer» Тимофеев
- Александр «Darth Zak» Щербаков[5]